# Municipio de Monroe (condado de Mahaska)
El municipio de Monroe (en inglés: Monroe Township) es un municipio ubicado en el condado de Mahaska en el estado estadounidense de Iowa. En el año 2010 tenía una población de 232 habitantes y una densidad poblacional de 2,49 personas por km².

## Geografía
El municipio de Monroe se encuentra ubicado en las coordenadas 41°22′33″N 92°28′18″O / 41.37583, -92.47167. Según la Oficina del Censo de los Estados Unidos, el municipio tiene una superficie total de 93.34 km², de la cual 93,24 km² corresponden a tierra firme y (0,11 %) 0,1 km² es agua.

## Demografía
Según el censo de 2010, había 232 personas residiendo en el municipio de Monroe. La densidad de población era de 2,49 hab./km². De los 232 habitantes, el municipio de Monroe estaba compuesto por el 96,98 % blancos, el 0,86 % eran amerindios, el 2,16 % eran de otras razas. Del total de la población el 3,02 % eran hispanos o latinos de cualquier raza.